# 邦雅爾丁 (里約熱內盧州)
22°09′07″S 42°25′08″W / 22.15194°S 42.41889°W

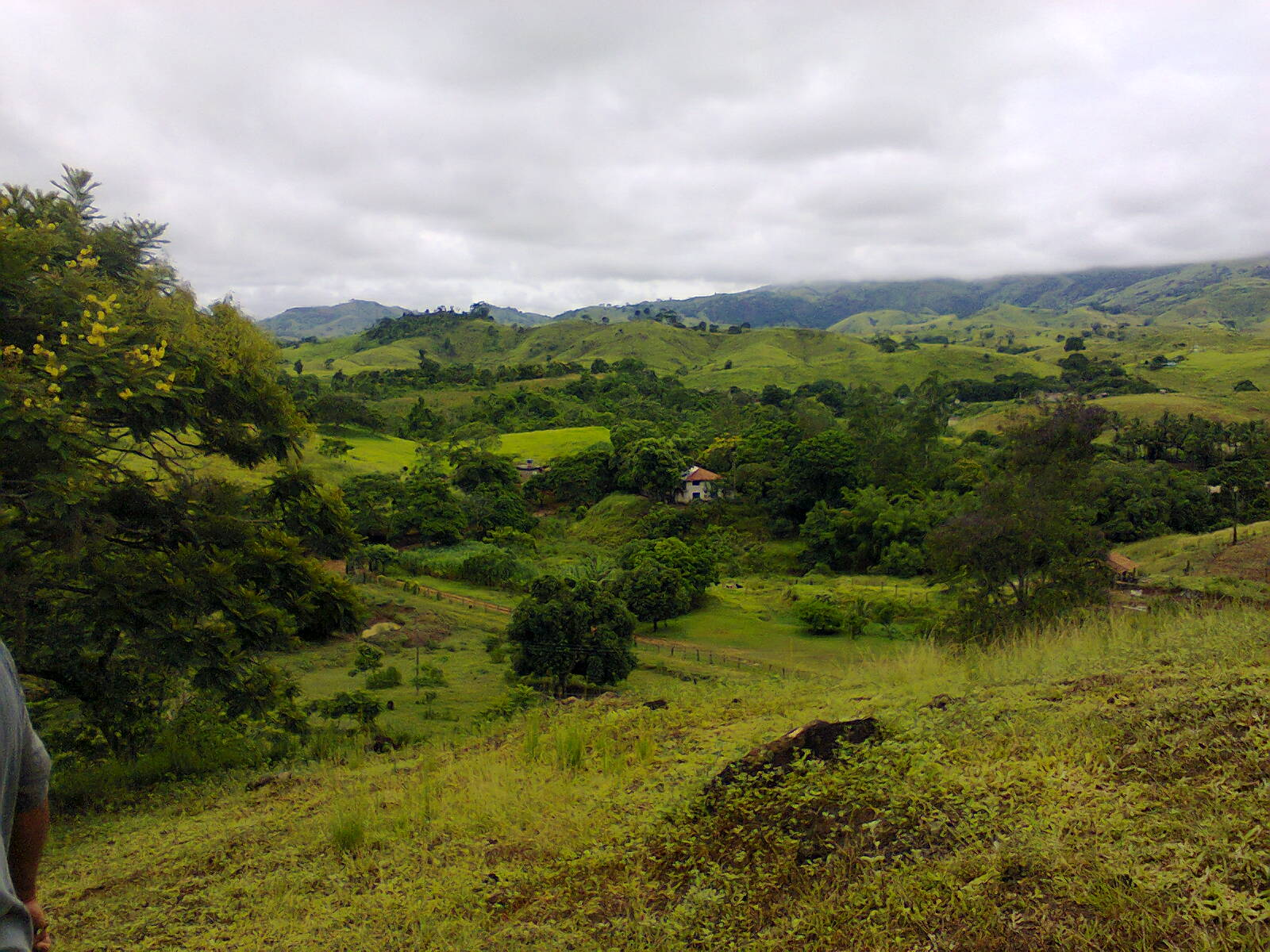
邦雅爾丁

邦雅爾丁（葡萄牙語：Bom Jardim），是巴西的城鎮，位於該國東南部，由里約熱內盧州負責管轄，始建於1893年3月5日，面積385平方公里，海拔高度574米，2014年人口26,126，人口密度每平方公里67.86人。